# Комета Бернардінеллі — Бернштейна
Комета C/2014 UN271 Бернардінеллі — Бернштейна — довгоперіодична велика комета з Хмари Оорта з еліптичною орбітою, афелієм приблизно 40—55 тис. а. о., перигелієм — 10—18 а. о. Потенційно найбільша з відкритих комет, діаметром приблизно 100 км.
Виявлена астрономами Педро Бернардінеллі (англ. Pedro H. Bernardinelli й Гері Бернштейном (Gary M. Bernstein) на архівних знімках із дослідження за проєктом Dark Energy Survey.
На першому зображенні, отриманому в жовтні 2014 року, об'єкт перебував на відстані 29 а. о. (4,3 млрд км) від Сонця, майже на відстані орбіти Нептуна, і це була найбільша відстань, на якій виявлена комета. У 2021 році об'єкт наблизився до Сонця з 21 а. о. (3,1 млрд км) до 19 а. о. (2,8 млрд км). Комета досягне свого перигелію в 10,9 а. о., неподалік від орбіти Сатурна, у січні 2031 року. Комету не буде видно неозброєним оком, оскільки вона не потрапить у внутрішню частину Сонячної системи.

## Спостереження
Абсолютна магнітуда C/2014 UN271 у момент її відкриття (виявлення) по зображеннях становила 7,8 m. У той час C/2014 UN271 мала вигляд астероїда з передбачуваним діаметром близько 100 км. Якби кометна активність була присутня під час первинних спостережень, то її ядро було б значно менше. 22 червня 2021 року Тім Лістер спостерігав і повідомив про кометну активність на телескопі обсерваторії Лас-Камбрес в Сатерленді, Південна Африка, і Лука Буцці на дистанційному телескопі SkyGems у Намібії.

## Орбіта

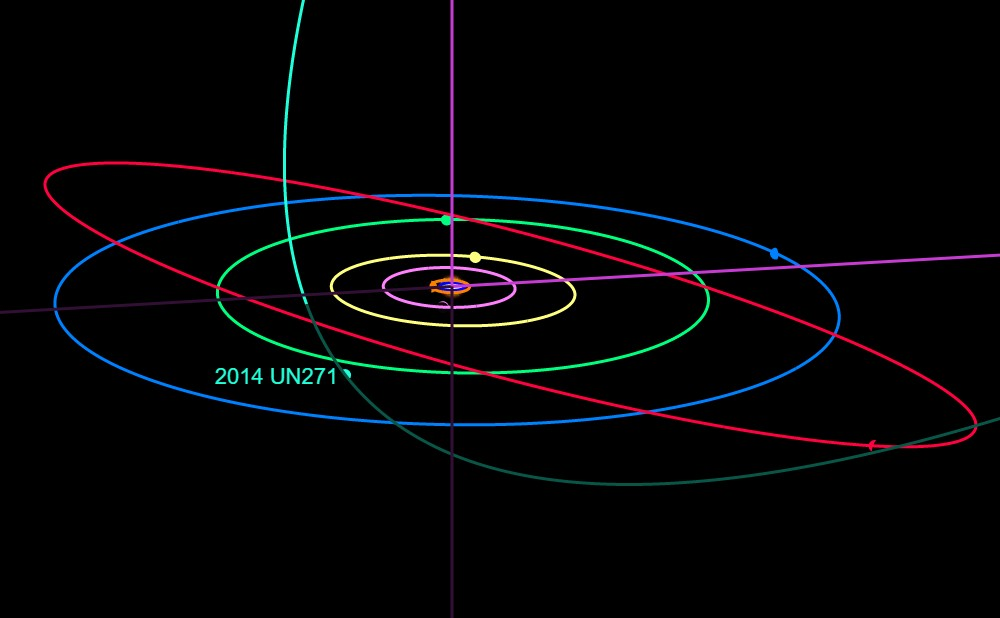
Діаграма орбіти комети

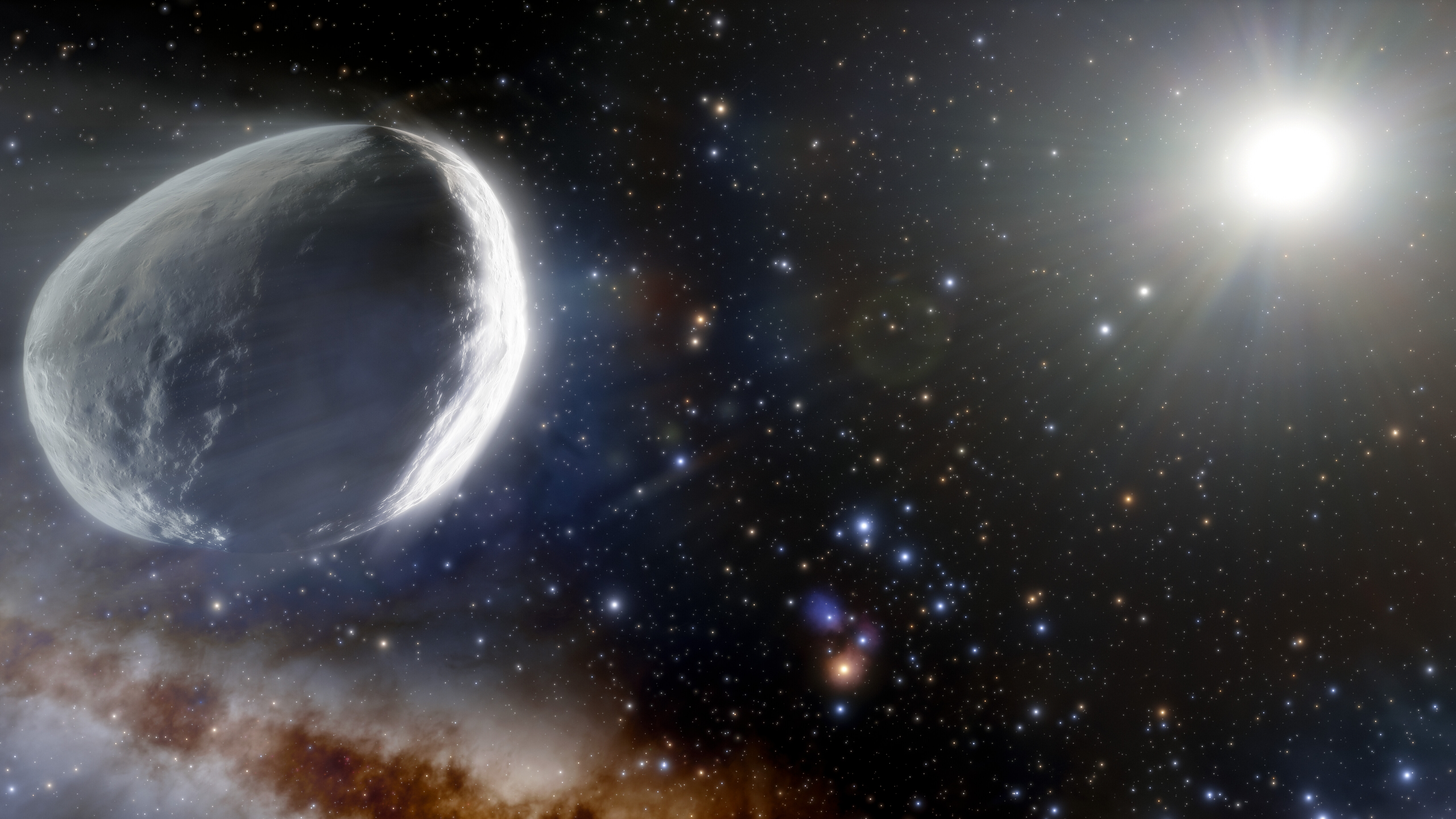
Комета Бернардінеллі-Бернштейна у зовнішній області Сонячної системи в поданні художника

Оскільки отримано десятки спостережень комети за період у кілька років, її орбіта добре відома. Її приблизна орбіта має велику піввісь 20 000 а. о. (0,3 світлового року). Це вказує на те, що близько 1,5 млн років тому комета була в афелії в Хмарі Оорта і перебувала на відстані 40 000 а. о. (0,6 св. року) від Сонця. Нахил орбіти (i) = 95°. Востаннє комета пройшла перигелій 3,5 млн років тому, наблизившись до Сонця на відстань 18 а. о.
Наступне максимальне зближення із Сонцем відбудеться у 2031 році, тоді комета наблизиться до Сонця на відстань приблизно 10,97 а. о. (на рівні орбіти Сатурна).

## Інтернет-ресурси
- Гігантська комета наближається з хмари Оорта.